# راغنار هوغن
راغنار «سامبو» هوغن (بالنرويجية البوكمول: Ragnar Haugen)‏ (25 أغسطس 1911 – 8 أكتوبر 1964) هو ملاكم نرويجي سابق، مثّل بلاده في الألعاب الأولمبية الصيفية 1936.

## روابط خارجية
راغنار هوغن على موقع أوليمبيديا (الإنجليزية)